# Конгуба
Конгуба (баш. Ҡантүбә) — пересыхающая река в Ишимбайском районе Башкортостана, правый приток Зигана, впадает возле урочища Киндерли. Впадает речка Киндерле. Исток реки находится в горах.
У устья реки расположены: мост, пещера Зигановка — памятник природы.
Расположение пещеры: село Гумерово, Макаровский лесхоз, Шихановское лесничество, квартал 52 (выд. 6-9, 13). Точное расположение: на правом склоне долины р. Зиган, в 1 км выше устья ручья Конгуба.